# Avaristan
Avaristan és el país dels àvars al Caucas (probablement no relacionats amb els àvars d'Europa)
La zona apareix esmentada al segle v amb un regne cristià format per la ciutat estat de Sarir que fou tributària dels alans fins al 630, i després dels khàzars fins al segle x. La ciutat va desaparèixer després. A la zona van existir petits estats àvars entre els quals Nutsal que tenia a Khunzak per capital.
Al segle xi els àrabs van establir una base a Khunzak. Durant dos segles l'hegemonia a la zona se la van disputar els ossets, georgians i els Shirwanshah. Els mongols la van dominar vers el 1230 i el 1278 va quedar integrada al Kanat Il de Pèrsia (Il-kan). Vers 1340 el governant local va estar sota dependència dels djalayàrides. El 1382 va caure en mans de Tamerlà i a la seva mort el 1405 dels Kara Koyunlu (1405 a 1468) i Ak Koyunlu (1468-1502), per anar a parar a Pèrsia sota el primer safàvida. El 1558 fou ocupada pels otomans que la van conservar fins al 1606. En aquest moment, en la lluita entre otomans i perses, es va consolidar el Kanat Àvar que fou vassall de Pèrsia fins al 1727.
Vegeu: Kanat Àvar